# Памятник Прокофию Джапаридзе
Памятник Прокофию Джапаридзе (азерб. Prokofiy Caparidzenin heykəli) — памятник одному из 26 бакинских комиссаров Прокофию Джапаридзе в Баку. Памятник располагался на пересечении проспектов Ленина (ныне — Азадлыг) и Вагифа. Скульптор памятника — народный художник Азербайджана Омар Эльдаров, архитектор — Р. Алиев.
Памятник был установлен в 1980 году. За этот памятник скульптору Омару Эльдарову в 1982 году была присуждена Государственная премия Азербайджанской ССР.
В ночь с 27 на 28 апреля 2009 года памятник был демонтирован. В 2012 году на этом месте был установлен памятник герою народного эпоса «Кёроглы».